# Grégoire XVI
Pour les articles homonymes, voir Cappellari.
Bartolomeo Alberto (en religion Mauro) Cappellari, né à Bellune (en italien Belluno), ville du nord de la république de Venise, le 18 septembre 1765 et décédé à Rome le 1er juin 1846, est un moine, prêtre et abbé camaldule qui fut le 254e pape de l'Église catholique sous le nom de Grégoire XVI (en latin Gregorius XVI, en italien Gregorio XVI), successeur de Pie VIII.
Élu le 2 février 1831, il est sacré et intronisé le 6 du même mois. Il a défendu la doctrine traditionnelle contre les idées nouvelles ainsi que les États pontificaux contre les attaques des mouvements patriotiques italiens, et a relancé l'engagement missionnaire outre-mer.

## Biographie
Bartolomeo Alberto Cappellari, futur Grégoire XVI, naquit le 18 septembre 1765 à Mussoi, devenu actuellement un faubourg de Belluno, dans la maison de campagne de sa famille. Ses parents, Giovanni Battista Cappellari et Giulia (née Cesa), appartenaient tous deux à la petite noblesse et étaient enfants de notaires d'une famille originaire de Pesariis.
À Mussoi, petit village de la haute Vénétie, existe toujours la maison de campagne de ses parents. Il se découvre une vocation religieuse à l’âge de 18 ans et entre, en 1783, au monastère camaldule de saint Michel de Murano. En 1786, il prononce ses vœux monastiques et prend le nom de 'Frère Maur' (Fra Mauro, d'après un célèbre moine camaldule et cartographe du XVe siècle). Il reçoit l’année suivante l'ordination diaconale et sacerdotale. Se consacrant à l’étude de la philosophie et de la théologie, il s’occupe également de l’instruction des novices.
Envoyé à Rome en 1795, il réside au monastère Saint-Grégoire (San Gregorio), et en devient l’abbé en 1805.
C'est pendant cette période, ébranlée par la Révolution française, qu’il publie son ouvrage, Le Triomphe de la sainte Église, dans lequel il défend l'idée de l’infaillibilité pontificale contre les jansénistes italiens, et la souveraineté du pape sur les États pontificaux. Il s’oppose aussi aux efforts maçonniques visant à contrer l’influence de l’Église, et dénonce un complot pour affaiblir la papauté.
Devenant autrichienne puis française, la république de Venise disparaît dans la tourmente des guerres révolutionnaires, à l'instar des États pontificaux. L’exil du pape Pie VII à Savone, en 1808, interrompt séjour romain de Cappellari, qui quitte Rome et retourne à Murano puis, en 1813, s'installe à Padoue. Le retour triomphal de Pie VII à Rome, en 1814, lui permet de réintégrer le monastère Saint-Grégoire.
Il refuse à deux reprises une nomination épiscopale. Cependant, le 21 mars 1825, le pape Léon XII le crée cardinal in pectore de San Callisto, création qu'il publie le 13 mars 1826, et lui confie la charge de Préfet de la Congrégation de la Propagation de la Foi. À ce titre, il négocie en 1827 avec succès un concordat avec le roi calviniste Guillaume Ier des Pays-Bas, régissant les relations entre son royaume et l'Église catholique, principalement présente dans les provinces du Sud, la future Belgique qui accède à l'indépendance en 1830.
La situation de l’Église d’Arménie s’améliore également, grâce à la signature d’un accord similaire conclu entre le Saint-Siège et l’Empire ottoman.

## Pontificat conservateur
Au début de 1831, à la suite du décès du pape Pie VIII et au terme d'un conclave de 74 jours, le cardinal Bartolomeo Cappellari est élu pape. Âgé de 65 ans, il prend le nom de Grégoire XVI et régnera 15 ans.
Élu pape le 2 février 1831, le moine et cardinal n'est cependant pas évêque: c'est le dernier cas d'élection pontificale d'un ecclésiastique qui n'a pas la dignité épiscopale. Il fut consacré évêque de Rome le 6 février 1831, dans la basilique patriarcale du Vatican, par le cardinal Pacca, évêque d'Ostie et de Velletri, doyen du Sacré-Collège des cardinaux, assistés de deux autres cardinaux-évêques, Pierfrancesco Galleffi et Tommaso Arezzo. Il fut intronisé le même jour par le cardinal Albani.

### Esprit de la Restauration

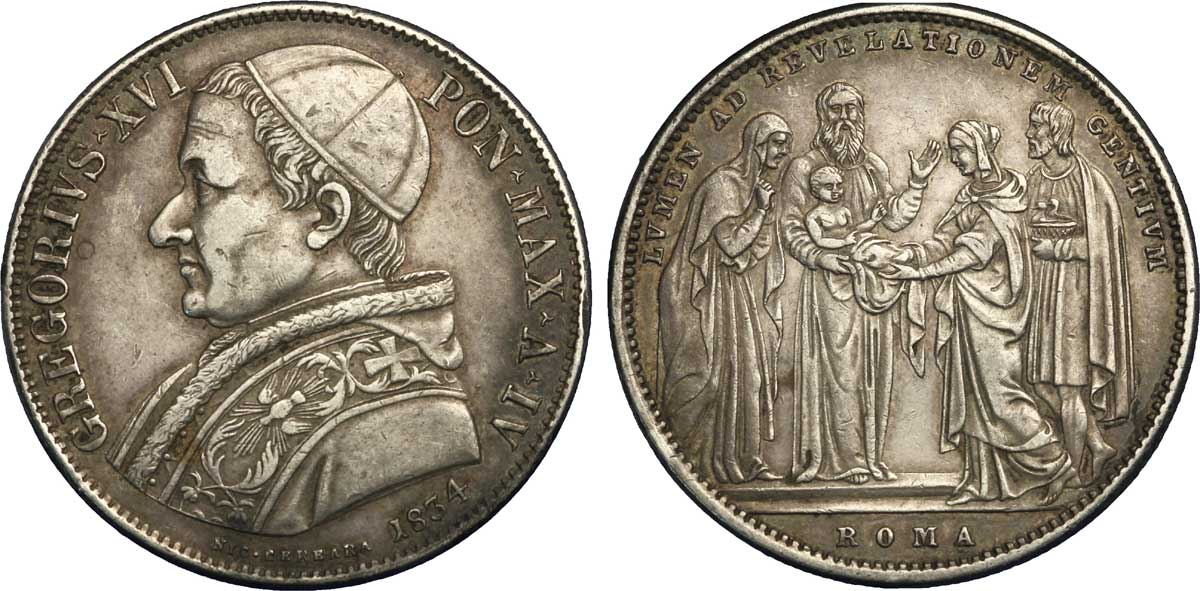
1 Scudo en argent à l'effigie de Grégoire XVI, 1834.

En 1831, l'année suivant la révolution française dite des Trois Glorieuses et l'avènement du libéral Louis-Philippe Ier en tant que roi des Français, Grégoire XVI reçoit à Rome les rédacteurs du quotidien français l'Avenir : Félicité de Lamennais, Henri Lacordaire et Charles de Montalembert, les « pèlerins de la liberté » mais il  condamne, le 15 août 1832, leurs thèses du catholicisme libéral, par l’encyclique Mirari vos, dans laquelle il précise que :
« On entend retentir les académies et les universités d’opinions nouvelles et monstrueuses ; ce n’est plus en secret ni sourdement qu’elles attaquent la foi catholique ; c’est une guerre horrible et impie qu’elles lui déclarent publiquement et à découvert. Or, dès que les leçons et les examens des maîtres pervertissent ainsi la jeunesse, les désastres de la religion prennent un accroissement immense, et la plus effrayante immoralité gagne et s’étend. Aussi, une fois rejetés les liens sacrés de la religion, qui seuls conservent les royaumes et maintiennent la force et la vigueur de l’autorité, on voit l’ordre public disparaître, l’autorité malade, et toute puissance légitime menacée d’une révolution toujours plus prochaine. (…)

Le but de vos efforts, et l’objet de votre vigilance continuelle, doit donc être de garder le dépôt de la foi au milieu de cette vaste conspiration d’hommes impies que nous voyons, avec la plus vive douleur, formée pour la dissiper et la perdre. Que tous s’en souviennent : le jugement sur la saine doctrine dont on doit nourrir le peuple, le gouvernement et l’administration de l’Église entière, appartiennent au Pontife romain, "à qui a été confié, par Notre-Seigneur Jésus-Christ", comme l’ont si clairement déclaré les Pères du concile de Florence, "le plein pouvoir de paître, de régir et de gouverner l’Église universelle" » (…)
Nous frémissons, vénérables frères, en considérant de quels monstres de doctrines, ou plutôt de quels prodiges d’erreurs nous sommes accablés ; erreurs disséminées au loin et de tous côtés par une multitude immense de livres, de brochures, et d’autres écrits, petits il est vrai en volume, mais énormes en perversité, d’où sort la malédiction qui couvre la face de la terre et fait couler nos larmes. Il est cependant -ô douleur !- des hommes emportés par un tel excès d’impudence, qu’ils ne craignent pas de soutenir opiniâtrement que le déluge d’erreurs qui découle de là est assez abondamment compensé par la publication de quelque livre imprimé pour défendre, au milieu de cet amas d’iniquités, la vérité et la religion. Mais c’est un crime, assurément, et un crime réprouvé par toute espèce de droit, de commettre de dessein prémédité, un mal certain et très grand, dans l’espérance que peut-être il en résultera quelque bien ; et quel homme sensé osera jamais dire qu’il est permis de répandre des poisons, de les vendre publiquement, de les colporter, bien plus, de les prendre avec avidité, sous prétexte qu’il existe quelque remède qui a parfois arraché à la mort ceux qui s’en sont servis ?!  »
Un nouveau texte, Singulari nos, critique, deux ans plus tard, les idées libérales de Lamennais.
Cette opposition de principe au modernisme s’illustre également en Allemagne, avec la publication de la lettre apostolique Dum acerbissima, le 26 septembre 1835.

### Autoritarisme politique

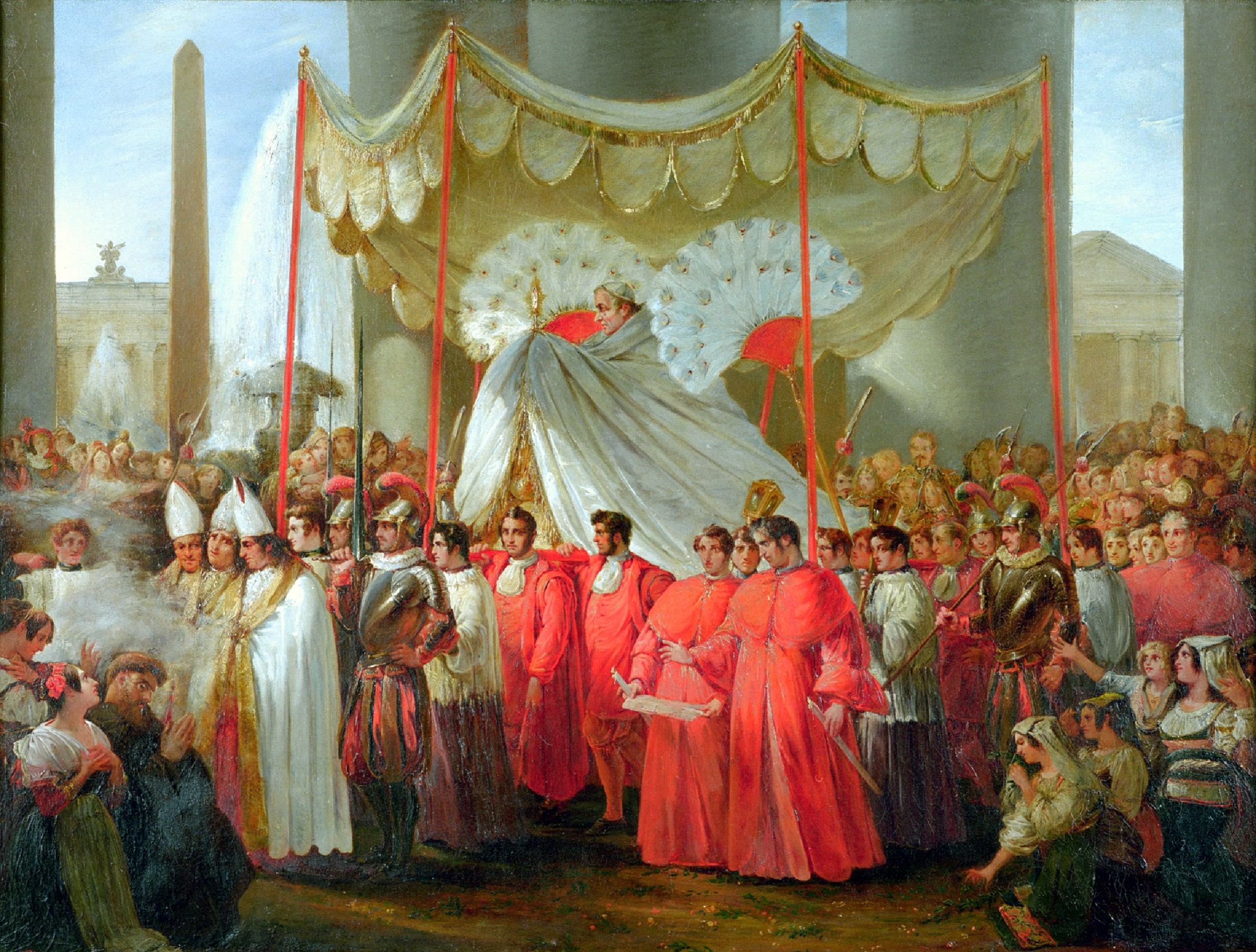
Le pape Grégoire XVI menant une procession du Corpus Christi au Vatican de Ferdinando Cavalleri (1840).

Dès son élection, Grégoire XVI doit faire face à de graves problèmes politiques. Son secrétaire d’État, le cardinal Bernetti, ne parvient pas à étouffer l’insurrection libérale qui éclate dans les États de l’Église, et est remplacé par le cardinal Lambruschini, plus autoritaire. La souveraineté temporelle du pape sur les régions qui entourent Rome est d’ailleurs remise en cause par les "patriotes révolutionnaires". Le souverain pontife se décide alors à demander l’aide autrichienne. Après une  répression violente, l’ordre est rétabli au début du mois d’avril 1831.
Cependant, les puissances européennes[Quoi ?] décident d’une réforme de l’administration des États de l’Église, qui se traduit par une simplification des institutions judiciaires.
Grégoire XVI refuse de démocratiser l’élection des conseils ayant autorité sur le gouvernement des communes et des États ; il s’oppose également à la création d’un conseil d’élus laïcs, dont le pouvoir rivaliserait avec celui du Sacré Collège placé directement sous son autorité. Ces réformes décisives n’interviendront que quelques années plus tard, avec le pontificat de son successeur Pie IX.
Les troubles reprennent à Césène, puis à Bologne. Une nouvelle intervention des Autrichiens en Romagne est donc nécessaire. L’année suivante, quelques détachements français occupent également les États de l’Église, jusqu’au départ définitif des Autrichiens en 1838.

## Indépendance de l'Église et difficultés diplomatiques

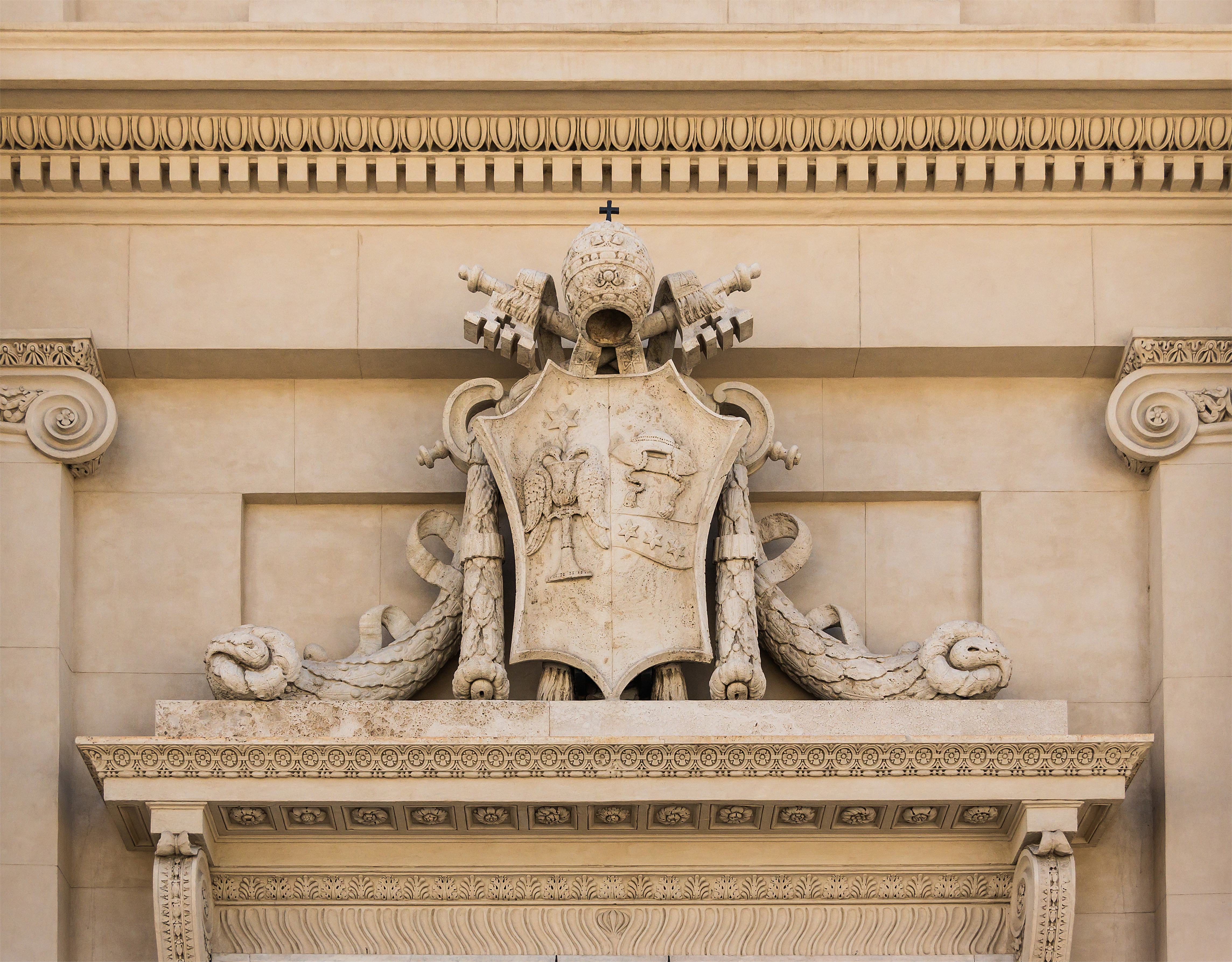
Les armoiries de Grégoire XVI au fronton de l'église San Rocco à Rome, Italie.

Le développement des mouvements libéraux, dans l’Europe issue du Congrès de Vienne, et les révolutions de 1830 contraignent bientôt le Saint Siège à prendre position. Grégoire XVI publie en août 1831 l’encyclique Sollicitudo ecclesiarum, dans laquelle il réaffirme l’indépendance de l’Église, et son refus de s’immiscer dans les affaires dynastiques.
Sous son pontificat, Grégoire XVI choisit de lutter dans les différents États européens afin de préserver les prérogatives de l’Église catholique :
- en 1831, Grégoire XVI condamne le soulèvement de la Pologne lors de l'Insurrection de Novembre. Lamennais considérant que le Pape voulait défendre davantage les rois que le peuple, s'oppose au pape et s'indigne contre cette décision. Le pape répond en condamnant en 1832 par l'encyclique Mirari vos les idées de Lamennais exprimées dans son journal L'Avenir ;
- en 1832, il conclut les prêts des Rothschild au Saint-Siège ;
- en Belgique, en 1833 : il donne, par son bref[2] du 13 décembre 1833, l'autorisation aux évêques de créer l'« université catholique de Belgique » (« Universitas Catholica Belgii »), appelée couramment « université catholique de Malines », qui sera inaugurée à Malines le 8 novembre 1834, puis transférée à Louvain en 1835, où elle prend le nom d'université catholique de Louvain[3], après la suppression de l'université d'État de Louvain. Le premier recteur de l'Université catholique de Belgique, Monseigneur de Ram, veut, dans l'esprit de la reconquête catholique instaurée par Grégoire XVI[4], en faire un rempart qui puisse s'opposer « aux ennemis de la religion » et faire obstacle « au progrès de ces funestes doctrines qui depuis un demi-siècle ont ébranlé les bases de la société »[5] ;
- il offrit en 1840 au baron Joseph van der Linden d'Hooghvorst les reliques de Saint-Florius qui deviendra le saint protecteur de Limal. Et, en 1845, au comte Ferdinand de Meeûs, celles de Saint-Eusébien. Les deux martyrs reposaient dans les catacombes de Rome[6] ;
- au Portugal, où se met en place une législation anticléricale, le siège de la nonciature à Lisbonne est bientôt supprimé. À partir de 1841, cependant, les relations entre le Saint Siège et le gouvernement de la reine Marie II s’apaisent, sous la pression populaire ;
- en Espagne, la régence de la reine Marie-Christine est marquée par la suppression des ordres religieux, en 1835, tandis que vingt-deux diocèses sont laissés sans évêques ;
- en Allemagne, le problème des mariages mixtes est la cause de heurts fréquents entre l’Église catholique et les gouvernements. Ceci est la cause de l’arrestation de l’archevêque de Cologne, Droste zu Vischering, par les autorités prussiennes en 1837 ;
- vis-à-vis de la France du roi Louis-Philippe, il reçoit solennellement, malgré les pressions du gouvernement français, le duc de Bordeaux, neveu et héritier du prétendant légitimiste au trône de France, en exil, le 23 novembre 1839 ;
- en 1845, il proteste en vain contre la situation de l’Église catholique dans l’Empire russe.

## Relance de l'engagement missionnaire

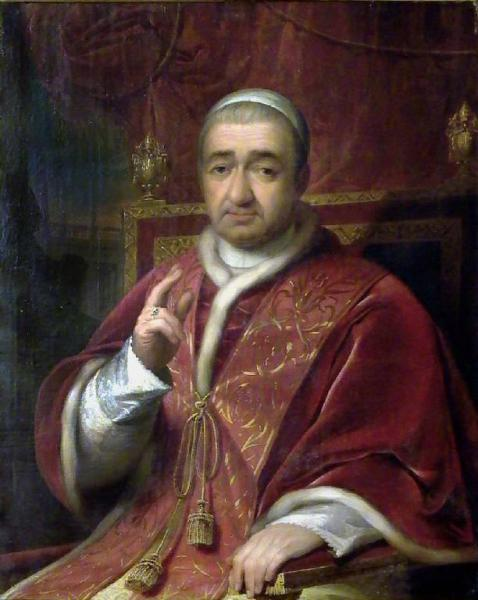
Copie du portrait du pape Grégoire XVI par Gaspare Mattioli.

Un important effort missionnaire est constaté sous le pontificat de Grégoire XVI. Par le bref apostolique Multa praeclare, le pape libère les territoires missionnaires du contrôle du 'Padroado' portugais. Par la 'Propaganda Fide', dicastère romain pour l'évangélisation, il relance le travail missionnaire à partir de 1840.
Des missionnaires sont envoyés auprès des Indiens d’Amérique du Nord, tandis que de nouveaux diocèses sont créés aux États-Unis. Sur le continent asiatique, la Chine et l’Inde mobilisent l’effort des congrégations religieuses. En Océanie, la prise de possession des archipels polynésiens par les puissances européennes favorise l’élan missionnaire. Le continent africain, notamment l’Abyssinie, est également l’objet de l’intérêt du souverain pontife.

## Affaire Montel
Cette volonté de reconquête catholique s'accompagne de décisions arbitraires voire antisémites : ainsi, en 1840, dans l'Affaire Montel, le pape cautionne d'abord l'enlèvement d'une nouvelle-née juive qui aurait été baptisée à sa naissance en Italie, à l'insu de ses parents français, par une femme de chambre de Fiumicino. 
Si le pape accepte finalement de la libérer, c'est pour la remettre à la France en la personne d'un diplomate français, (et non à « ses parents infidèles », bien que citoyens français), et exiger du gouvernement du roi Louis-Philippe que l'enfant soit élevée dans la religion catholique. Il suggère au diplomate que la famille Montel pourrait y consentir comme « à tout ce qu'on voudrait » contre quelque argent « qui (est) tout puissant auprès des Juifs ».

## Apparitions mariales

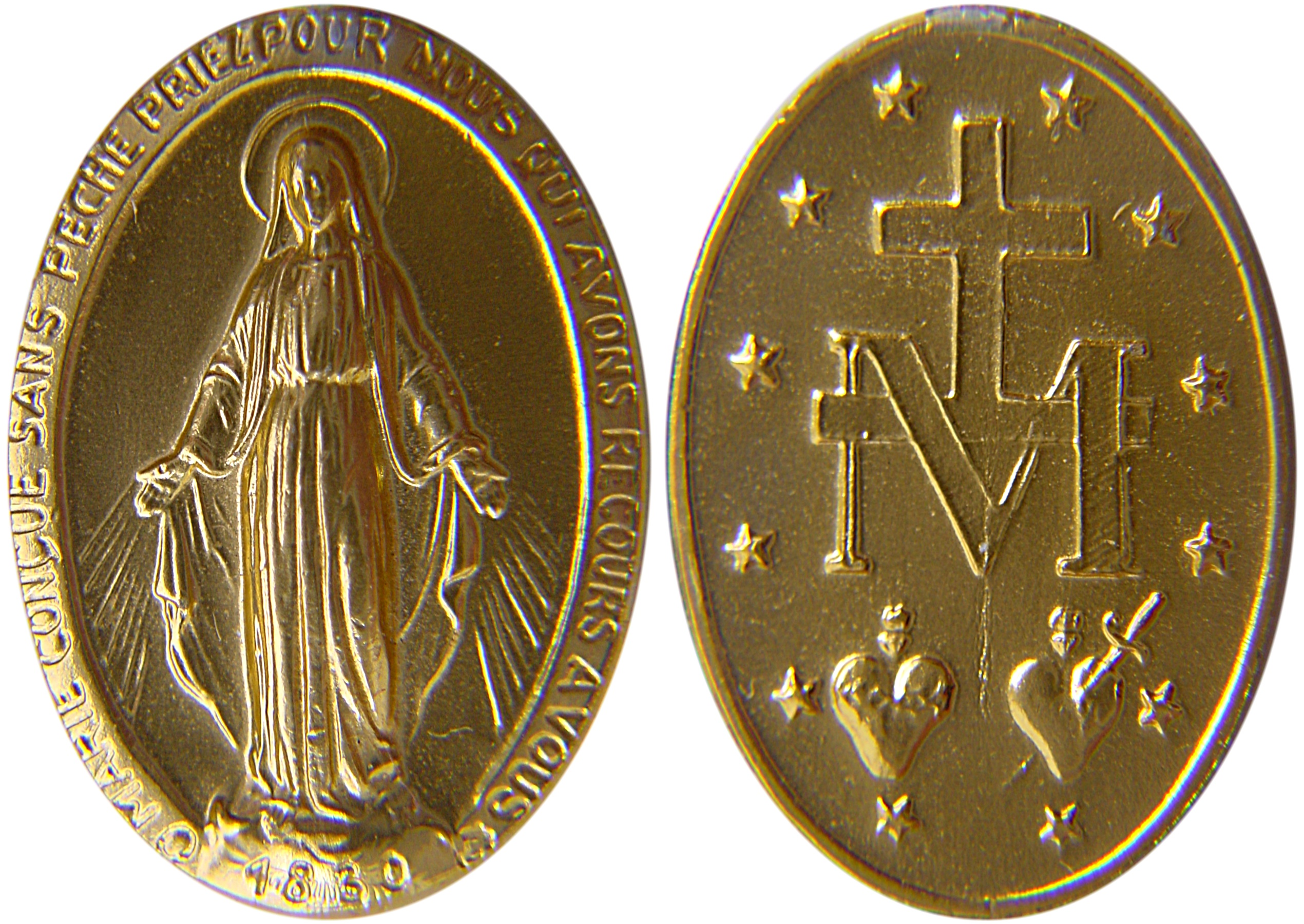
La Médaille miraculeuse, promue par Catherine Labouré, à l'origine de la conversion d'Alphonse Ratisbonne.

Sous son pontificat, la Vierge Marie serait apparue deux fois en France. D'abord en 1830 à Catherine Labouré, novice des sœurs de la Charité et propagatrice de la médaille miraculeuse, puis en 1846 à La Salette à deux enfants pauvres. 
Elle serait aussi apparue à Rome à Alphonse Ratisbonne, de naissance juive, dont la conversion causa un grand émoi en Europe.

## Rejet de l’esclavage
Grégoire XVI est l'un des papes qui demandera avec force l’abolition de l’esclavage. (Constitution In supremo apostolatus fastigio du 3 décembre 1839, voir Denzinguer 2745).
«  Nous avertissons tous les fidèles chrétiens, de toute condition, et Nous les conjurons instamment dans le Seigneur : que personne désormais n'ait l’audace de tourmenter injustement des Indiens, des Nègres et d'autres hommes de cette sorte, de les dépouiller de leurs biens ou de les réduire en esclavage, ou d’en aider ou d'en soutenir d’autres qui commettent de tels actes à leur égard, ou de pratiquer ce trafic inhumain par lequel des Nègres, qui ont été réduits en esclavage d’une manière ou d'une autre, comme s’ils n'étaient pas des hommes mais de purs et simples animaux, sont achetés et vendus sans aucune distinction, en opposition aux commandements de la justice et de l’humanité, et condamnés parfois à endurer les travaux les plus durs…  »

## Fin de pontificat
Peu populaire auprès de ses sujets, Grégoire XVI entreprend en août 1841 un voyage dans les États pontificaux. Sa politique engendre cependant des émeutes en Romagne et en Ombrie en 1843, puis dans la ville de Rimini en septembre 1845.
Il meurt à la suite d'une crise d’érésipèle, à Rome, le 1er juin 1846 à l'âge de 80 ans.

## Succession apostolique
Grégoire XVI a ordonné les évêques suivants :
- Cardinal Lodovico Altieri (1836)
- Patriarche Antonio Maria Traversi (de) (1836)
- Cardinal Karl August von Reisach (1836)
- Cardinal Castruccio Castracane degli Antelminelli (1844)
- Cardinal Niccola Clarelli Parracciani (1844)
- Cardinal Paolo Polidori (1844)
- Cardinal Antonio Maria Cagiano de Azevedo (1844)